# (35991) 1999 NN11
1999 NN11 (asteroide 35991) é um asteroide da cintura principal. Possui uma excentricidade de 0.16261030 e uma inclinação de 4.90186º.
Este asteroide foi descoberto no dia 13 de julho de 1999 por LINEAR em Socorro.